# 조너스 블루
조너스 블루(Jonas Blue, 1989년 8월 2일 ~ )는 영국의 음악 프로듀서이다. 대표곡은 데뷔 싱글 "Fast Car"이다. 이 곡은 트레이시 채프먼의 1988년 발매 싱글 "Fast Car"을 다코타(Dakoda)의 목소리를 가미해 재해석한 곡이다.